# Carl Hamnström
Carl Abraham Jonas Hamnström, född 15 januari 1891 i Härnösands församling, död 27 april 1988 i Stockholm, var en svensk militär och ämbetsman. Han var son till Malte Hamnström och bror till Seth Hamnström.
Hamnström avlade officersexamen 1912. Han blev underlöjtnant vid Västernorrlands regemente samma år och löjtnant där 1916. Efter att ha genomgått Artilleri- och ingenjörhögskolan 1917–1918 och Krigshögskolan 1919–1921 blev Hamnström kapten i generalstaben 1926. Han var stabschef i kommendantstaben vid Bodens fästning 1928–1930, blev kapten vid Livregementets grenadjärer 1930 och åter i generalstaben 1933. Hamnström befordrades till major 1934 och till överstelöjtnant 1937. Han var avdelningschef vid utbildningsavdelningen inom generalstaben 1935 och inom arméstaben 1937–1938. Hamnström blev överstelöjtnant vid Svea livgarde 1938. Han befordrades till överste 1940. Åren 1940–1941 var Hamnström chef för Arméns underofficersskola. Åren 1941–1946 var han chef för Hälsinge regemente och 1946–1960 krigsmaterielinspektör. Hamnström är begravd på Härnösands gamla kyrkogård.

## Utmärkelser
- Riddare av Svärdsorden, 1933.[5]
- Riddare av Vasaorden, 1938.[6]
- Kommendör av andra klassen av Svärdsorden, 1944.[7]
- Kommendör av Nordstjärneorden 1952.[8]
- Kommendör av första klassen av Svärdsorden, 1960.[9]